# Drosophila nigrosparsa
Drosophila nigrosparsa is een vliegensoort uit de familie van de fruitvliegen (Drosophilidae). De wetenschappelijke naam van de soort werd voor het eerst geldig gepubliceerd in 1898 door Gabriel Strobl.